# Ad Oele
Adriaan Pieter (Ad) Oele (Rotterdam, 28 november 1923 – Houten, 20 april 2017) was een Nederlands politicus en politiek bestuurder. Hij was lid van de Partij van de Arbeid.

## Loopbaan
Ad Oele was een gepromoveerd Delfts ingenieur die als scheikundige dertien jaar werkzaam was bij de staatsmijnen in Limburg. Bij de Tweede Kamerverkiezingen 1963 werd hij gekozen in het parlement. In de Tweede Kamer was hij specialist op het gebied van energie, milieu en vervoer. Ook was hij van 1965 tot 1973 lid van het Europees Parlement.
In 1973 koos hij voor het burgemeesterschap van Delft in plaats van een ministerschap. Hij was van 1978 tot 1982 voorzitter van het Openbaar Lichaam Rijnmond en van 1982 tot 1988 commissaris van de Koningin in Drenthe. In verband met de ziekte en het overlijden van commissaris van de Koningin van Gelderland Matty de Bruijne nam Oele diens functie in 1991 enkele maanden waar.
Ad Oele overleed in 2017 op 93-jarige leeftijd.
- Biografisch Portaal: 39612150
- International Standard Name Identifier: 0000 0000 4029 3339
- Library of Congress Control Number: n91086475
- Nederlandse Thesaurus van Auteursnamen: 069055777
- Parlement.com: vg09ll3pxwyl
- Virtual International Authority File: 18863476
- WorldCat: E39PBJxMmQfJpYtkHmGCprX68C